# Stickney (Anglia)
Stickney – wieś w Anglii, w hrabstwie Lincolnshire. Leży 40 km na południowy wschód od Lincoln i 177 km na północ od Londynu.